# 羅人儁
羅人儁（？—1648年），字克儐，建昌府廣昌縣人，南明軍事人物。

## 生平
羅人儁是一名諸生，曾跟隨益王朱由本及永寧王朱由𣚅，和馮柏招撫羅榮、蕭陞、謝志良等數萬人，和他們四個營的軍人關係良好。永曆二年（1648年），羅人儁加入揭重熙軍隊，出任監軍副使，奉命招攬四營支援江西，到達廣昌，在城下迎戰清兵，多次勝出。不久大量清兵來到，抓獲他的妻子招降，他堅持跟從重熙。揭重熙屯駐江西福建交界，命令他帶著上疏到永曆帝行在，陳邦傅留著他，讓他監督黃用元出兵東江，有武官同行，在船中二人論事不和，羅人儁遭生氣的武官所殺。

## 引用
1. 1 2  錢海岳《南明史·卷五十四·列傳第三十》：（羅）人儁，字克儐，建昌廣昌人。諸生。與馮柏從由本、由𣚅兵，招羅榮、蕭陞、謝志良因與其鍾、馮、范、林四營善。
2. ↑  錢海岳《南明史·卷五十四·列傳第三十》：永曆二年，參（揭）重熙軍，官監軍副使，命招四營援江西，兵次廣昌，戰清兵城下，多斬獲。及清兵大至，縛其妻子招之，不顧，堅從重熙。重熙屯江閩界，命齎疏行在，陳邦傅留之，命監黃用元兵東江，武弁與俱，舟中論事不合，武弁怒，殺人儁。